# Präexistenz Christi
Die Präexistenz Christi ist in der christlichen Dogmatik die Lehre, Jesus Christus habe bereits vor seinem irdischen Leben existiert. Sie gehört zum Kern aller Hauptrichtungen des christlichen Glaubens als Teil der Lehrmeinung über die Menschwerdung Gottes und die Trinität (bzw. über die „Fleischwerdung des Wortes“ für Christen, die die Trinität als unbiblisch ablehnen).

## Biblische Quellen
Die Vorstellung von der Präexistenz Christi findet sich für die meisten Kommentatoren schon sehr früh im christlichen Denken und durchzieht das gesamte Neue Testament. Die Idee ist ein einleitendes und bestimmendes Thema im Johannesevangelium, aber nicht nur dort: Der Gedanke dahinter ist der, dass Jesus Christus bereits vor seinem irdischen Leben „existent“ war und als solcher auch an der Schöpfung der Welt teilhatte. Diese Idee lässt sich biblisch neben Joh 1,1–5  aus 1 Kor 8,6 ; 1 Kor 10,4 , Hebr 1,2 ; Kol 1,15–20 ; Mi 5,1+3  (vgl. Mt 2,5–6 ); Joh 8,58 ; Spr 8,22–25  u. a. ableiten.

### Hinweise auf die Präexistenz Jesu im Alten Testament
In Mi 5,1–4  wird das Kommen des Erlösers und Messias bzw. des Herrschers über Israel angekündigt: „Aber du, Betlehem-Efrata, bist zwar klein unter den Sippen Judas, aus dir wird mir einer hervorgehen, der über Israel herrschen soll. Seine Ursprünge liegen in ferner Vorzeit, in längst vergangenen Tagen. […]“

### Darstellung der Präexistenz Jesu im Neuen Testament
In Joh 1,18  wird betont, dass Gott nie von jemandem gesehen wurde und dass nur der Sohn, das heißt Jesus Christus, Auskunft über ihn gegeben hat. 1 Tim 6,16  betont, dass Gott in einem „unzugänglichen Licht“ wohne und kein Mensch ihn je gesehen habe. Phil 2,5–11  erklärt, dass Jesus Christus vor seiner Menschwerdung in der Gestalt Gottes war, das heißt genauso Geist war wie sein Vater (Joh 4,24 ) und dort mit Gott völlig deckungsgleich (kongruent) war. Das griechische Wort isos, das hier gebraucht wird, sagt dies aus (Begriff für das gleichschenklige Dreieck). In Joh 17,5  redet Jesus Christus selbst über die Herrlichkeit, die er hatte, bevor die Welt war, und in Joh 8,58  sagt er: „ehe Abraham war, bin ich“. In Joh 1,1–2  wird ausgesagt, dass „das Wort“ = ein Titel Jesu Christi – siehe auch Offb 19,13  – im Anfang bei Gott war, und mehr noch: Gott war das Wort (Joh 1,1).

## Theologische Positionen dazu in der Alten Kirche

### Origenes
Der Kirchenvater Origenes vertrat eine Präexistenzlehre für alle menschlichen Seelen, und diese bildete die Grundlage für seine Lehre von der Präexistenz Christi. Die Seele Jesu sei wie alle Seelen zu Beginn der Schöpfung von Gott geschaffen worden, habe sich aber bereits vor seiner Inkarnation mit dem göttlichen Logos vereinigt, dem „Wort Gottes“, wie es im Johannesevangelium steht. So erklärte Origenes die menschlichen und die göttlichen Eigenschaften Jesu.

### Arianismus
Zu Beginn des arianischen Streits ab etwa dem Jahr 318 formulierte der Presbyter Arius, dass Gott der Vater und Gott der Sohn weder wesenseins noch wesensgleich seien, im Unterschied zur Wesensgleichheit (mit Gleichrangigkeit von Vater und Sohn) zwischen Gott und seinem Sohn. Arius vertrat weiterhin, dass der Sohn ein Geschöpf aus dem Willen und nicht dem Wesen des Vaters sei und dass es eine Zeit gegeben habe, da der Sohn noch nicht existiert habe. 
Diese theologische Ansicht wurde im Ersten Nicänischen Konzil im Jahr 325 mit dem Anathema belegt. Das auf diesem Konzil geschaffene Bekenntnis von Nicäa formulierte, „dass Christus gezeugt, nicht geschaffen, eines Wesens mit dem Vater“ und dass er „herabgestiegen und Fleisch geworden ist“; siehe auch Eingeborener Sohn. Im Anhang nach diesem Bekenntnis wurden jene theologische Ansichten, die verboten wurden, ausdrücklich genannt. Damit wurde u. a. die theologische Position, Christus habe von jeher existiert und nicht erst ab einem bestimmten Zeitpunkt, zum verbindlichen Dogma erklärt.

### Ebionitismus
Da die Ebioniten die Jungfrauengeburt ablehnten, wiesen sie dementsprechend auch jedes Konzept der persönlichen Präexistenz Christi zurück, sondern lehrten, dass er erst in der Taufe zum Sohn Gottes wurde.

## In der Neuzeit

### Sozinianismus / Unitarismus
Die Ablehnung jeglicher persönlicher Präexistenz Christi ist auch ein wesentlicher Punkt der unitarischen und sozinianistischen Christologie, wie er auch im Rakower Katechismus der Polnischen Brüder betont wird. Der Einfluss der polnischen und niederländischen Sozinianer hat auch zu einer ähnlichen Zurückweisung der persönlichen Präexistenz Christi unter den frühen englischen Unitariern und Rationalisten geführt. Ein wichtiger Unterschied zu den antiken Arianern ist, dass die Sozinianer und Unitarier die jungfräuliche Geburt akzeptierten. Im 18. Jahrhundert unternahmen Teile des Unitarismus einen weiteren Schritt zu einer rationalistischen Positionierung. Heute sind die sichtbarsten Vertreter dieser Christologie die Brüder in Christo oder Christadelphians.

### Weitere Gedanken
Manche moderne Theologen, zum Beispiel Adolf von Harnack, stehen der Präexistenz Christi skeptisch gegenüber. Paul Althaus hat die Problematik der Präexistenz-Vorstellung für die Dogmatik so erklärt: „Da die Präexistenz eine in der vor- und außerchristlichen Religionswelt verbreitete Aussage ist, muß gefragt werden, ob und inwiefern der Gehalt des Glaubens an Jesus zur Aufnahme des Präexistenz-Gedankens führt und ob er ein angemessener und verbindlicher Ausdruck ist oder ein zeitgebundener, für uns überholter mythologischer Satz.“ Seinen Artikel im theologischen Standardwerk Religion in Geschichte und Gegenwart (RGG) beendet er allerdings mit dem ernsten Hinweis: „Alle .. Versuche eines Ersatzes für die P. [Anm.: Präexistenz] werden dem Gehalt des Glaubens an Jesus Christus nicht voll gerecht.“